# Khanats d'Azerbaïdjan
Ne doit pas être confondu avec Khanats du Caucase.

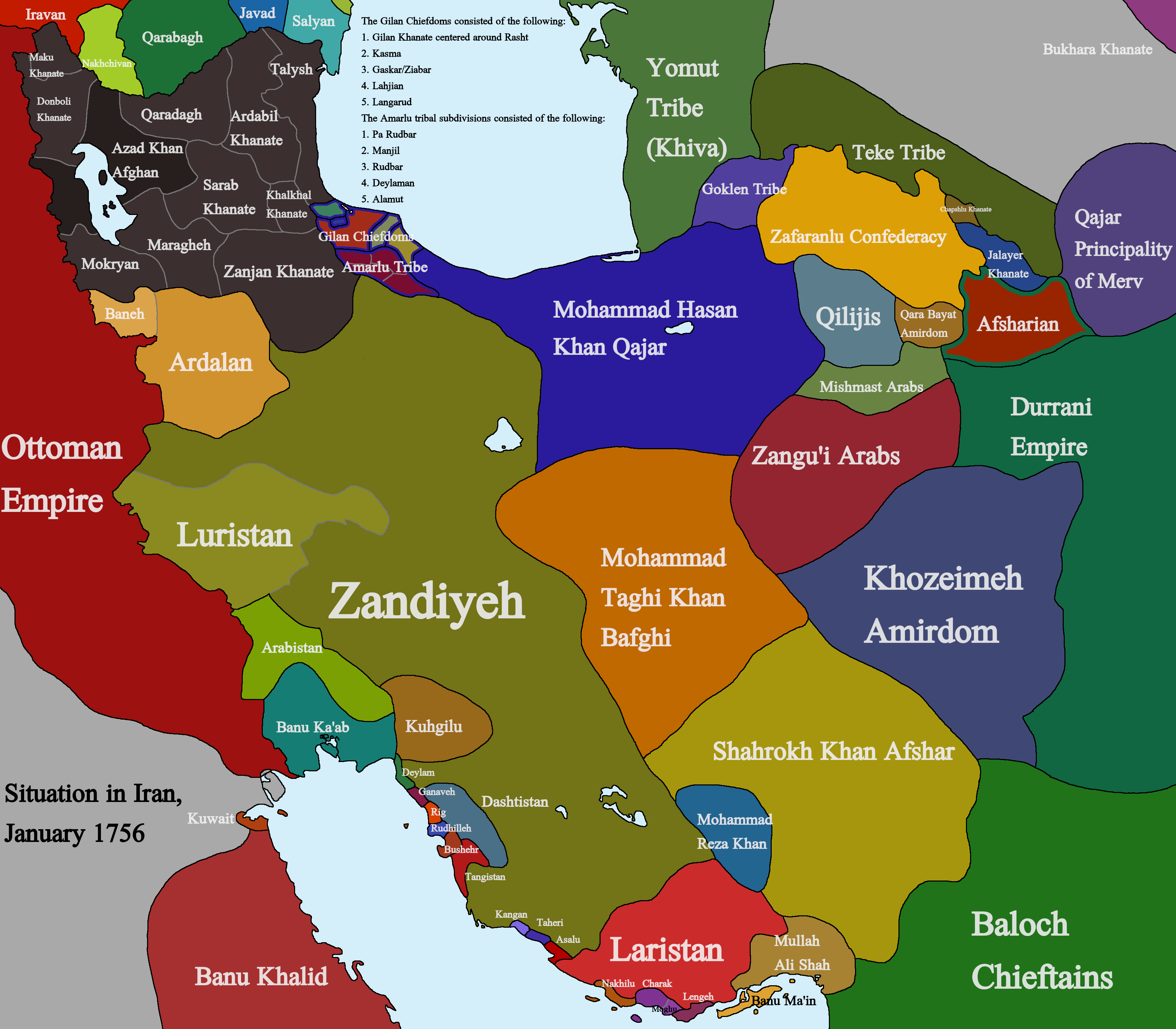
Les khanats d'Azerbaïdjan (en marron) en Iran en 1756.

Les khanats d'Azerbaïdjan sont un ensemble de khanats qui ont émergé dans la région historique d'Azerbaïdjan en Iran après la mort de Nader Chah en 1747, en même temps que les khanats du Caucase voisin. Alors que les khanats du Caucase furent perdus au profit de l'Empire russe à la suite de la guerre russo-persane de 1804-1813, les khanats d’Azerbaïdjan restèrent sous l’autorité de la Perse qadjare. Certains de ces khanats furent démantelés au XIXe siècle par les Qadjars. D'autres khanats furent autorisés à demeurer par les Qadjars jusqu'au XXe siècle, et furent finalement démantelés par Reza Chah Pahlavi.

## Liste des khanats d'Azerbaïdjan
- Khanat d'Ardabil
- Khanat de Qaradagh
- Khanat de Khalkhal
- Khanat de Bakou
- Khanat de Maragha
- Khanat de Marand
- Khanat de Sarab
- Khanat de Tabriz
- Khanat d'Ourmia